# Dom Prasy Śląskiej
Dom Prasy Śląskiej ist ein Gebäude am südwestlichen Ende des Rynek (Marktplatz) in Kattowitz an der Einmündung der ulica 3 Maja in den Rynek. Das Gebäude wurde 1963 im Rahmen der Neugestaltung der Innenstadt fertiggestellt. Für seinen Bau wurden zwei im Krieg beschädigte Gebäude abgerissen. Es war eines ersten in Polen das mit einer reinen Glasfassade versehen wurde. Zunächst als „Haus des Sports“ wurde es kurze Zeit später in „Haus der Presse“ umbenannt. In den unteren drei Etagen des Gebäudes war das Reisebüro Obris und ein Café mit 350 Plätzen untergebracht, in den oberen mehrere Zeitungsredaktionen.

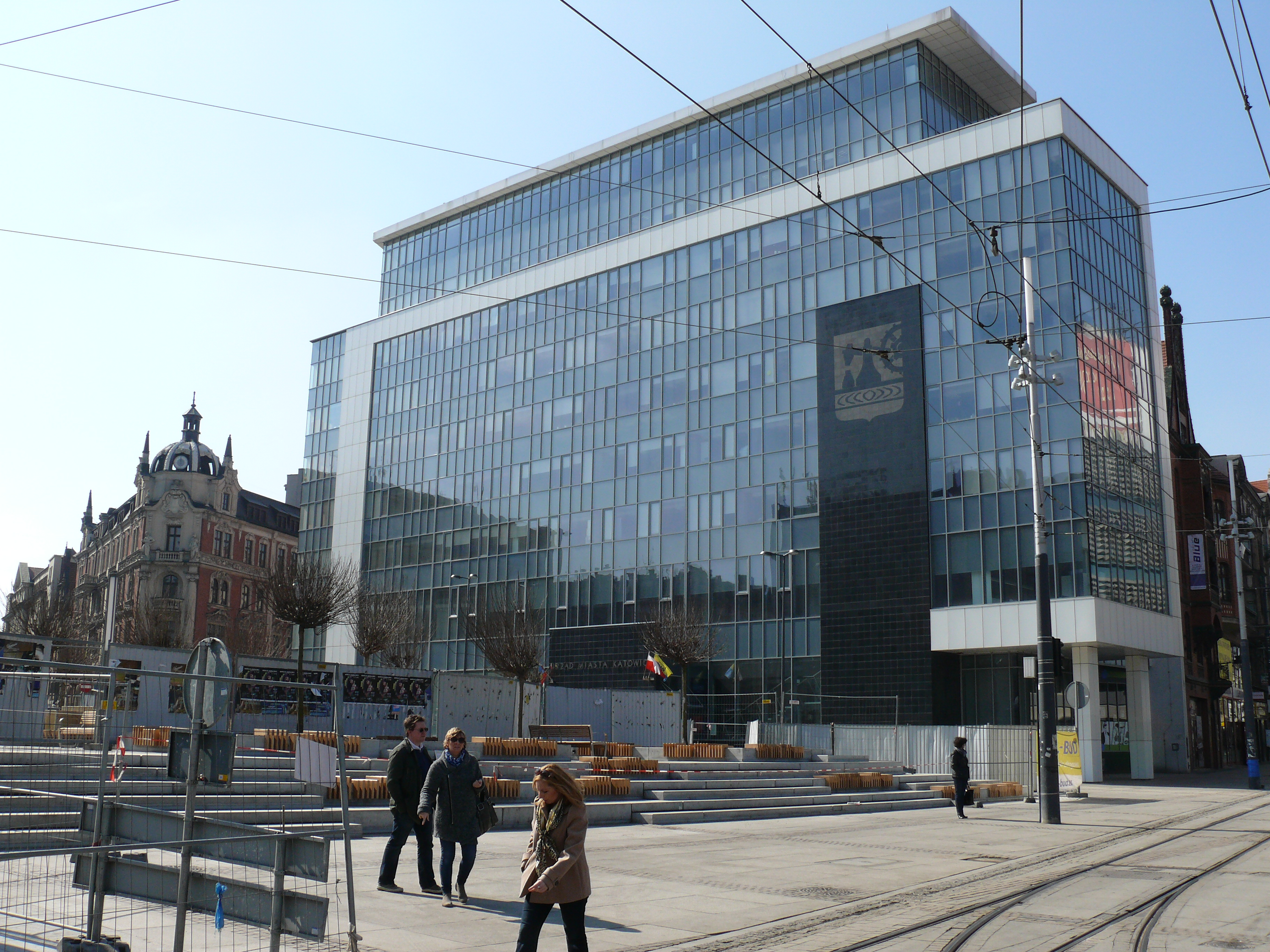
Das Gebäude nach dem Umbau, nun mit neuer Fassade

Im Frühjahr 2011 begann der Umbau und die Modernisierung des seit 2009 leerstehenden Gebäudes, die Arbeiten wurden von Mostostal Warszawa ausgeführt. Vor Beginn des Umbaus wurde es nur noch gastronomisch genutzt. Im Rahmen des Umbaus wird der Haupteingang von der ul. Młyńska zum Rynek verlegt. Nach dem Umbau wird die Fassade ein neues Gesicht haben, zudem wurde eine Etage verkleinert. Ein Teil der Stadtverwaltung wird das Gebäude nutzen. Die Gesamtkosten werden sich auf ca. 20 Millionen Złoty belaufen.